# Adriano Spatola
Adriano Spatola (Sappiane, 4 maggio 1941 – Sant'Ilario d'Enza, 23 novembre 1988) è stato un poeta, editore e critico letterario italiano, un protagonista atipico della poesia del Novecento.

## Biografia
Adriano Spatola nacque a Sappiane (Sapjane in Croato), una frazione dell'allora comune di Elsane nella Provincia di Fiume, dove il padre prestava servizio militare: il paesino è oggi frazione di Mattuglie (Matulji), in Croazia.
Con il suo progetto poetico totale si inserì a pieno titolo nel quadro delle vicende dell'avanguardia internazionale. Egli sperimentò nel modo più completo la parola nel suo carattere effimero e nella sua totalità. Il suo interesse, oltre a quello della poesia visuale, passa di esperienza in esperienza privilegiando il carattere indefinibile del suono.
Nel 1961 pubblicò la sua prima raccolta di versi Le pietre e gli dei (Tamari, Bologna). L'anno successivo creò la rivista BAB ILU, che uscì con due soli numeri. Dapprima impegnato a Bologna presso la redazione della rivista "Il Mulino", collaborò successivamente a "Il Verri" e a "Nuova Corrente".
Dopo una prima fase di ricerca legata al surrealismo ed espressa pienamente nella stagione della rivista Malebolge (1964), la sua scrittura fu caratterizzata dalla concezione della poesia come fatto artistico visivo, gestuale, fonetico, direttamente connesso ad esperienze espressive diverse: arti visive, musica, teatro.
Partecipò giovanissimo al Gruppo 63.
Dopo una prima esperienza di narrativa con il romanzo "L'oblò" (Feltrinelli, 1964), si dedicò interamente alla poesia in tutte le sue forme, praticando anche la poesia concreta e la poesia sonora. Le sue esperienze "concrete" si legarono a particolari composizioni astratte, denominate "zeroglifici", realizzate con collage di frammenti di lettere dell'alfabeto.
A partire dal 1966 inizia la sua attività di traduttore dal francese. Tra gli autori tradotti, Balzac, De Sade, Leduc, Aragon.
Nel 1968 fondò a Torino, con il fratello Maurizio, le edizioni Geiger.
Si trasferì a Roma e assunse per breve tempo l'incarico di redattore della rivista "Quindici".
Nel 1969 pubblicò il saggio "Verso la poesia totale" (Ed. Rumma, Salerno), che si impose immediatamente all'attenzione della critica. Ripubblicato nel 1979 (Ed. Paravia), costituisce ancora oggi uno dei più interessanti testi teorici dell'area della sperimentazione poetica novecentesca.
Deluso dall'esperienza romana di "Quindici", si trasferì in Val d'Enza, a Mulino di Bazzano, dove, con la poetessa Giulia Niccolai, allora sua compagna, fondò la rivista "Tam Tam" (1972), che diventò ben presto un punto di riferimento internazionale per giovani artisti e scrittori. Parallelamente alla rivista, Spatola avviò altre agili iniziative editoriali esclusivamente dedicate alla poesia.
Nel 1979 con l'editore Ivano Burani fondò "Baobab", una rivista sonora, pubblicata in audiocassetta, che recava il sottotitolo Informazioni fonetiche di poesia.
In quegli anni, la vecchia amicizia con il poeta francese Julien Blaine lo portò ad entrare nella redazione della rivista "Doc(k)s", di cui Blaine era fondatore e animatore. Nel 1981 divenne direttore di "Cervo Volante".
Durante l'arco della sua vita, Spatola ha tenuto performance in numerosi festival internazionali di poesia sonora ed ha preso parte a rassegne di poesia visiva in ogni parte del mondo, partecipando anche alla Biennale di Venezia (1972) e alla Quadriennale di Roma (1986).
Nel 1996, in sua memoria, come fondatore delle edizioni, è uscito il numero 10 di Geiger: un contenitore con opere di autori come Gianfranco Baruchello,  Gianni Bertini, Julien Blaine, Antonino Bove, Arrigo Lora Totino, Maurizio Nannucci, Giulia Niccolai, Daniele Poletti, Edoardo Sanguineti, ed Emilio Villa.

## Citazioni
Amico del cantautore Francesco Guccini, viene da lui citato in due canzoni: la prima è Bologna (Guccini usa il soprannome con cui era noto presso gli amici, Baudelaire) e la seconda Scirocco, sulla sua separazione dalla Niccolai.

## Opere
- Adriano Spatola, Le pietre e gli dei, Bologna, Tamari, 1961.
- Adriano Spatola, L'oblò, Milano, Feltrinelli, 1964.
- Adriano Spatola, Poesia da montare, Bologna, Sampietro, 1966.
- Adriano Spatola, Zeroglifico, Bologna, Sampietro, 1966.
- Adriano Spatola, L'ebreo negro, Milano, Scheiwiller, 1966.
- Adriano Spatola, Verso la poesia totale, Salerno, Rumma, 1969.
- Adriano Spatola (a cura di), Qualcosa di metafisico (Le sculture di Valerio Miroglio), Torino, Geiger, 1970.
- Adriano Spatola, Verso la poesia totale, Torino, Paravia, 1978.
- Adriano Spatola, Majakovskij, Torino, Geiger, 1971.
- Adriano Spatola, Algoritmo, Torino, Geiger, 1973.
- Adriano Spatola, Luciano Anceschi (con una nota critica di), Diversi accorgimenti, Torino, Geiger, 1975.
- Adriano Spatola, Zerogliphycs, Los Angeles e Fairfax, Red Hill Press, 1978.
- Adriano Spatola, La composizione del testo, Roma, Cooperativa Scrittori, 1978.
- Adriano Spatola, Giuliano Della Casa, Cacciatore di mosche, Modena, Telai del Bernini, 1980.
- Adriano Spatola, Paul Vangelisti, Italian Poetry from Neo to Post-Avantgarde, San Francisco, Red Hill Press, 1982.
- Adriano Spatola, La piegatura del foglio, Napoli, Guida, 1983.
- Adriano Spatola, Impaginazioni, San Polo d'Enza, Tam Tam, 1984.
- Adriano Spatola, La definizione del prezzo, Vicenza, Ed. Martello, 1992.
- Adriano Spatola, Nicola Storch (a cura di), Le poesie, s.l., Edizioni delle poesie di Adriano Spatola, 2012.
- Adriano Spatola, Giovanni Fontana (a cura di), Opera, Viareggio e San Giuliano Terme, diaforia & dreamBOOK editore, 2020. ISBN 978-8-89983-037-3

## Materiale Audio
- Arrigo Lora Totino (a cura di), Futura. Antologia storico-critica della poesia sonora, Cramps Records, Milano, 1978 [Box con 7LP33 + fascicolo; ristampa con 5CD + fascicolo]
- Paul Vangelisti (a cura di), Breathing Space 79, Washington, 1979 [2 audiocassette]
- AA.VV., Antologia internazionale, "Baobab" 1, Ed. Pubbliart, Reggio Emilia, 1979  [audiocassetta]
- AA.VV., Antologia internazionale, "Baobab" 2, Ed. Pubbliart, Reggio Emilia, 1979 [audiocassetta]
- AA.VV., Oggi poesia domani, "Baobab" 3, Ed. Pubbliart, Reggio Emilia, 1979 [audiocassetta]
- AA.VV., Il dolce stil suono, "Baobab" 4, Ed. Pubbliart Bazar, Reggio Emilia, 1980 [audiocassetta]
- AA.VV., Antologia internazionale, "Baobab" 14, Ed. Pubbliart Bazar, Reggio Emilia, s.d. [audiocassetta]
- AA.VV., Antologia internazionale, "Baobab" 15, Edizioni Elytra, Reggio Emilia, s.d. [audiocassetta]
- Adriano Spatola, Adriano Spatola, "Baobab" 20, Edizioni Elytra, Reggio Emilia, s.d. [audiocassetta]
- Giovanni Fontana e Luca Salvadori (a cura di), L'incanto del verso , "Baobab" 23,  Edizioni Elytra, 1994 [box con 4 audiocassette]
- Giovanni Fontana, La voce in movimento, Ed. Harta Performing & Momo, Monza e Frosinone, 2003 [volume con allegato CD]
- Giovanni Fontana (a cura di), Verbivocovisual. Antologia di poesia sonora 1964-2004 , Ed. Monogramma, Milano, 2004 [CD allegato al n° 25 della rivista “Il Verri”]
- AA.VV., Il Gruppo 63 quarant'anni dopo. Atti del convegno tenuto a Bologna dall'8 all'11 maggio 2003, Ed. Pendragon, Bologna, 2005 [contenente un CD]
- Endre Szkàrosi (a cura di), Il mondo è stato riconsiderato. Poesie italiane del secondo Novecento, Bëlesész Konzorcium HEFOP Iroda, Budapest, 2006 [CD]
- Adriano Spatola, Ionisation and other sound poems (LP, CD and booklet edited by Giovanni Fontana), Recital Records, Los Angeles, 2020.

## Su Adriano Spatola
- Alcune poesie tradotte in francese da Jean-Charles Vegliante in Le Printemps italien, Paris, A.P. 1977.
- Adriano Spatola, Bio-bibliografia ragionata e illustrata a cura dell'autore, Udine, Campanotto, 1986.
- Raffaele Manica, Discorsi interminabili, Napoli, Altri Termini, 1987.
- Doc(k) s, Nouvelle serie, n° 5, 1989, Ed. Nepe, Ventabren [numero speciale, Adriano Spatola, 1941/1988]
- Testuale. Critica della poesia contemporanea, n° 12, 1991, Myself print, Milano [numero speciale dedicato ad Adriano Spatola]
- Il Verri. Rivista di letteratura diretta da Luciano Anceschi, n° 4, 1991, Mucchi Editore, Milano [numero speciale Omaggio a Spatola]
- Pier Luigi Ferro (a cura di), Adriano Spatola poeta totale. Materiali critici e documenti, Genova, Costa & Nolan, 1992.
- Lucio Vetri, Letteratura e caos, Milano, Mursia, 1992.
- Renato Barilli, La neoavanguardia italiana, Bologna, Il Mulino, 1995.
- Gio Ferri, La ragione poetica - scrittura e nuove scienze, Milano, Mursia, 1997.
- Eugenio Gazzola Parole sui muri. L'estate delle avanguardie a Fiumalbo, 2003, Reggio Emilia, Diabasis.
- Giovanni Fontana, La voce in movimento - Vocalità, scritture e strutture intermediali nella sperimentazione poetico-sonora, Monza, Harta Performing & Momo, 2003.
- Avanguardia. Rivista di letteratura contemporanea, n° 29, anno 10º, Ed. Pagine, Roma, 2005 (numero contenente inediti, interventi critici, omaggi)
- Avanguardia. Rivista di letteratura contemporanea, n° 30, anno 10º, Ed. Pagine, Roma, 2005 (numero contenente inediti, interventi critici, documenti, testimonianze, partiture, omaggi)
- Piero Pieri e Chiara Cretella (a cura di), Atlante dei movimenti culturali dell'Emilia Romagna 1968-2007, Bologna, CLUEB, 2007.
- Eugenio Gazzola "Al miglior mugnaio". Adriano Spatola e i poeti del Mulino di Bazzano, 2008, Reggio Emilia, Diabasis.
- Giovanni Fontana (a cura di), I libri di Adriano Spatola, Modena, Biblioteca Poletti, 2008.
- Nanni Balestrini (a cura di), Quindici, una rivista e il Sessantotto, con un saggio di Andrea Cortellessa, Milano, Feltrinelli, 2008.
- Eugenio Gazzola (a cura di), Malebolge, l'altra rivista delle avanguardie, con saggi di Walter Pedullà e Giorgio Celli, Diabasis, Reggio Emilia, 2011.
- Luigi Fontanella, Raccontare la poesia (1970-2020), Bergamo, Moretti & Vitali, 2021, pp. 339-348.

## Esposizioni personali
- Galleria Alpha, Modena, 1967
- Galleria Civica, Modena, 1976
- Studio Santandrea, Milano, 1978
- Galleria Multimedia, Brescia, 1981
- Galleria Pantha Arte, Como, 1981
- Galleria Il Punto, Velletri, 1985[19]
- Studio Annunciata, Milano, 1986
- Biblioteca Comunale, Sant'Ilario d'Enza, 1988